# Песури

Мовна карта Піренейського півострова (300 до н. е.). Песури розташовані на північному заході Лузітанії.

Песу́ри (лат. paesuri) — плем'я, що мешкало на заході Піренейського півострова у V—І ст. до н.е. Згадуються разом із іншими племенами лузітанів у Плінія Старшого, а також написі ІІ ст. н.е. з Понте-де-Алькантари поблизу Касереса. Займали межиріччя Дурія (Дору) і Вагії (Воги), північно-західну частину Лузітанії (сучасну Північну Португалію). Проживали у горах Фрейта, Арада і північних схилах Карамулу. Поділялися на чотири субплемені — іреукоутіори (ireucoutiori), аравони (aravoni), сеареї (seareas) і пайсікайки (paisicaicoi). Етнічна і мовна приналежність не визначені. Ймовірно, були частиною лузітанів, або політично залежали від них. Можливо були кельтизованими фракійцями. До ІІІ ст. до н.е. не зазнали підкорення Карфагеном і не брали участі в Другій Пунічній війні. Заснували місто Талабріга на річці Вогу в районі сучасного Авейру. У ІІ ст. до н.е. були союзниками лузітан у війні з Римом. У 138—136 рр. до н.е. консул Децимій Юній Брут сплюндрував їхні землі в ході каральної експедиції проти лузітан і старих турдулів. Вдруге зазнали нищення римлянами у 61-60 рр. до н.е. Їхній край увійшов до складу провінції Далека Іспанія за рішенням Гая Юлія Цезаря, а 27 р. до н.е. — до провінції Лузітанія за наказом Октавіана Августа. Зникли в ході романізації регіону.